# Cestrum valerioi
Cestrum valerioi är en potatisväxtart som beskrevs av Francey. Cestrum valerioi ingår i släktet Cestrum och familjen potatisväxter. Inga underarter finns listade i Catalogue of Life.